# Wanajaya (Wanaraja)
Wanajaya is een bestuurslaag in het regentschap Garut van de provincie West-Java, Indonesië. Wanajaya telt 5096 inwoners (volkstelling 2010).